# Paricana dilatipennis
Paricana dilatipennis är en insektsart som beskrevs av Walker 1857. Paricana dilatipennis ingår i släktet Paricana och familjen Tropiduchidae. Inga underarter finns listade i Catalogue of Life.